# Звір у його голові
Звір у його голові (англ. No Man of God) — американський кримінальний детектив біографічного характеру 2021 року. Режисер Ембер Роуз Сілі; сценарист С. Роберт Каргілл; продюсери Деніел Ноа й Кім Шерман. Світова прем'єра відбулася 11 червня 2021 року; прем'єра в Україні — 16 вересня 2021 року.

## Про фільм
Аналітик ФБР береться за вивчення девіантної поведінки серійних вбивць. Він проводить серію опитувань з Тедом Банді — вбивцею більш як 20 жінок. Впливова натура злочинця починає робити відбиток на сприйняття агента, спотворюючи його враження. Із кожною новою зустріччю аналітику все складніше залишатися неупередженим й не піддаватися впливу Банді.

## Знімались
| Актор              | Роль             |
| ------------------ | ---------------- |
| Елайджа Вуд        | Білл Гагмайєр    |
| Люк Кірбі          | Тед Банді        |
| Алекса Палладіно   | Керолін Ліберман |
| Роберт Патрік      | Роджер Депу      |
| Вільям Ерл Браун   | Варден Вілкенсон |
| Крістіан Клеменсон | Джеймс Добсон    |
| Том Віртью         | Штраус           |
| Макс Брандт        | охоронець        |